# Taavi Rähn
Taavi Rähn (født 16. maj 1981 i Pärnu, Estiske SSR) er en estisk tidligere fodboldspiller (forsvarer). Han spillede 75 kampe for det estiske landshold i perioden 2001-2014.
På klubplan repræsenterede Rähn blandt andet de to store Tallinn-klubber Flora og Levadia. Han havde også udlandsophold hos blandt andet Ekranas i Litauen og Neftçi i Aserbajdsjan.